# Lee Halliday
Pour les articles homonymes, voir Lee et Hallyday.
Lee Halliday, puis Lee Hallyday, nom de scène de Gardner Lemoine Ketcham, né le 25 décembre 1927 à Sapulpa (États-Unis) et mort le 5 septembre 2023 à Marseille (Bouches-du-Rhône, France), est un chanteur et danseur américain de music-hall. Il est essentiellement connu pour être le cousin et « père de cœur », ainsi que le mentor-pygmalion de Johnny Hallyday, avant de devenir, à partir de 1961 (en contrat chez Philips), son agent et réalisateur artistique.

## Biographie

### Famille et enfance
Gardner Lemoine Ketcham nait le 25 décembre 1927 à Sapulpa aux États-Unis ; son premier prénom Garner est le nom de jeune fille de sa mère et, le second, qui deviendra son prénom usuel, celui de sa grand-mère paternelle. Lemoine (donc), est l'aîné d'une famille de quatre enfants, Michaël, Niels, Kay, nés entre 1927 et 1939. Ses parents, dans cette même ville de l'Oklahoma, se sont mariés le 19 juin 1926. Sa mère, Esher Gardner est femme au foyé ; son père, George Lemoine Ketcham (Chicago, 12 juin 1905 - 1982), est journaliste (et musicien à ses heures). À 23 ans, il occupe le poste de rédacteur en chef du Tulsa World, situation à laquelle il renonce et devient directeur de communication à KTUL Radio (en).
À l'âge de 4 ans, Lemoine Ketcham prend des cours de claquettes dans l'école créé à Tulsa par Burch Mann. En 1934, Buch et Billy Mann (son frère, danseur lui aussi), créent un ballet féérique Romany Road dansé par ses élèves, Lemoine, âgé de 6 ans avec son numéro de claquettes fait sensation.
Dès l'âge de 14 ans, engagé par son père pour livrer les journaux, il se lève tôt pour effectuer à bicyclette sa tournée, avant de se rendre au collège. S'il se montre heureux de gagner ainsi son « argent de poche », ce travail contraignant et fatigant, n'est pas sans conséquence sur ses résultats scolaire, insuffisant pour lui permettre d'entrée à l'université. À 17 ans, le lycéen présente un numéro de claquettes au spectacle de fin d'année qui lui vaut d'être choisit pour représenté son école lors du spectacle de la police de Tulsa, performance évoquée dans un journal local. Peu après, en août 1945, il part pour New York, où il espère réussir comme danseur.

### Carrière

#### Danseur

##### New York début professionnel - Lemoine devient Lee
Sur les conseils de Burch Mann, son ancienne professeure de danse, désormais installée à New York (ainsi que son frère Billy, qui a opté pour le pseudonyme de Michaël Mann), Lemoine Ketcham décide d'y tenter sa chance. Un appel téléphonique et une visite de Burch ont suffit à le convaincre et, avec quatre-vingt-dix dollars « en poche » et ses chaussures de danse dans une valise, jeune homme âgé de 17 ans, il part en bus pour New York, où il bénéficie de l'hospitalité de Michaël Mann. Pour vivre (il a très vite perdu la presque totalité de son argent au poker), il travaille la nuit comme groom dans un hôtel de Central Park. Parallèlement, le jour, il prend des cours de danse au Carnegie Hall, où il apprend le ballet. Il participe à un spectacle, mais est remercié après quelques jours, empêché par un problème de santé. Le jour, il « court le cachet », passe quelques auditions, peaufine ses lectures, découvre Les Yoga sūtra de Patañjali (ainsi que, plus tard, à Londres, Ramacharaka (en) et Maharshi), qui sa vie durant l'influenceront...
Vladimir Kostenko (en) maître de ballet du spectacle Oklahoma ! l'engage. Il doit son « prénom de scène » à Kostenko, qui trouvant Lemoine difficile à prononcer le surnomme « Lee ». Désormais Lee Ketcham peaufine sa technique en suivant des cours avec des anciens des Ballets russes de Serge de Diaghilev, ayant émigrés aux États-Unis. Une année durant, il danse, fait des claquettes, chante même, dans cette comédie-musicale chorégraphiée par Agnes De Mille.
Engagé par Paul Kelly (frère de Gene Kelly), il danse dans Sweet by-and-by, où les claquettes sont à l'honneur. S'il y améliore sa pratique de l'improvisation, la comédie musicale est un échec qui le laisse sans ressource. Lee est engagé comme serveur à l'Hôtel Astor et (quelques semaines plus tard), grâce à une connaissance de la pièce Oklahoma, se rend à une audition d'Agnès de Mille, qui l'engage dans une troupe devant jouer la pièce en Angleterre.

##### Londres
Avril 1947, Lee Ketcham est à Manchester, où la compagnie donnent les premières représentations du spectacle, avant la première londonienne au théâtre de Drury Lane, qui est un grand succès. Oklahoma ! tiendra l'affiche plus de deux années. À un cours de danse, il rencontre une jeune danseuse, Anita, avec qui il vit maritalement, chez ses parents... Ils se séparent en 1949 et, Lee loue une chambre d'hôtel sur St Martin's Lane (en) (proche de son studio de danse et du théâtre où il travaille). C'est là, qu'il rencontre une famille belgo-éthiopienne, deux sœurs, Desta et Menen, danseuses, leur mère, Hélène Mar et son neveu, Jean-Philippe Smet, âgé de six ans...
Venues de Paris, en 1947, Desta et sa sœur cadette Menen, recrutées par Mona Inglesby, dansent au sein de l'International Ballet (en), qu'elles finissent par quitter pour monter un numéro de French cancan qu'elles présentent dans les cabarets.
La rencontre avec Lee Ketcham, se fait par l'intermédiaire du jeune Jean-Philippe, qui après un accident domestique dont Lee est la victime dans sa chambre, introduit ce dernier auprès de sa famille pour y être soigné. Bientôt, Desta et Lee suivent ensemble des cours de danse et amoureux forment un couple. C'est elle qui suggère la formation du trio de danseurs Desta, Menen and Lee, qui emporte l'adhésion de l'américain qui démissionne de sa formation. Quittant Londres pour Paris, où la famille s'installe quartier de la Trinité, le trio met au point en quelques mois un numéro nommé « Cocktail dance » mêlant jazz, french cancan et hopak russe. Lee en est le chorégraphe, choisit les compositions musicales, s'occupe de la logistique. La formation débute dans un cabaret parisien, mais le succès n'est pas au rendez-vous. Le trio obtient une seconde chance et se produit au Casino d'Enghien-les-Bains, précédent une tournée à travers l'Europe, qui commence à Copenhague.

##### Tournées européenne «Desta, Menen and Lee»
Après la capitale Danoise, le trio Desta, Menen and Lee danse à Vienne ; se produit en Suisse, en Espagne, au Portugal... De retour à Paris, Desta, Menen et Lee dansent durant six semaines au théâtre de l'Étoile au programme d'un spectacle d'Yves Montand. Dès le lendemain de la dernière, fin décembre 1949, le trio est Bruxelles... se produit à Düsseldorf, Hanovre, Genève...
Début 1951, Desta, Menen et Lee sont en Italie, pays où leur trio se rompt, après qu'un temps, il soit devenu un quatuor : à Milan, ils rencontrent un « métis » noir américain, musicien, danseur, dont le nom de scène est Harry Flemming. Très vite, Menen et Harry sont amoureux et désormais deux couples se produisent sur scène : Palerme, Messine, Naples, puis (terme de leur tournée), Rome. C'est là, en juin 1951, que Menen et Harry quittent le groupe décidés à tenter leur chance seuls, et partent pour Milan. Desta et Lee (ainsi qu'Hélène Mar et Jean-Philippe) demeurent à Rome.

##### Desta et Lee «Les Hallidays»
À Rome, Desta et Lee mettent au point un nouveau numéro et cherchent un nom de scène pour leur duo. Lee se souvient alors de John Halladay, médecin traitant lorsqu'il était enfant et de son amicale et bienveillante protection pour toute sa famille ; un I se substitue par étourderie au A et Desta et Lee deviennent « Les Hallidays ». 
Le duo se produit pour la première fois à Milan au sein d'une revue. Durant la période de décembre 1951 à février 1952, la troupe tourne à Trieste et Turin, précédent un retour à Milan. Ville où, en avril 1952, Desta et Lee dansent dans un cabaret et sont remarqués et engagés par un agent artistique suisse, pour présenter leur numéro à Lausanne, où ils débutent en juillet 1952. 
« Les Hallidays » rencontre un rapide succès auprès du public lausannois, mais bientôt le duo ambitionne un engagement à Paris à La Nouvelle Ève ; La famille souhaite d'autant plus rentrer en France, que la santé de Jacob Mar décline rapidement... Dans la capitale, elle occupe à nouveau l'appartement situé 13 Rue de la Tour-des-Dames, près de l'Église de la Sainte-Trinité de Paris. Desta et Lee débutent en septembre 1952 au célèbre cabaret parisien (durant l'été, ils ont dansé à Marseille et Nice). 
À l'automne 1954, le couple obtient des contrats dans plusieurs pays de l'Europe du Nord. Toujours suivit par Hélène Mar chargée de l'intendance, des tenues de scène et de l'éducation de jeune cousin, Desta et Lee enchaînent les engagements sur diverses scènes européennes, avant un retour à Paris (cette fois définitif), en 1957, où ils retravaillent à La Nouvelle Ève et dansent également au Moulin-Rouge,.

#### Mentor de Johnny Hallyday puis directeur artistique
Né en 1943 dans le 9e arrondissement de Paris, Jean-Philippe Smet est abandonné huit mois après sa naissance par son père Léon Smet. Sa mère mannequin Huguette Clerc le confie alors à sa belle-sœur Hélène Mar. Les deux filles de celle-ci, Desta et Menen, cousines de Jean-Philippe, se produisent à Londres (puis à travers l'Europe), avec Lee Halliday, suivies de leur mère et de leur petit cousin. Jean-Philippe apprend alors en « enfant de la balle » le métier du spectacle (danse, violon, guitare, comédie, chant), durant une dizaine d'années. Lee Halliday et Jean-Philippe Smet, qu'il surnomme Johnny, nouent alors un lien de « père et fils de cœur » à vie. À présent revenu/installé à Paris, C'est en voyant Elvis Presley à l'âge de quatorze ans dans le film Loving You de Hal Kanter en 1957, que l'adolescent découvre le rock 'n' roll et décide de le chanter. Lorsqu'il est question pour Jean-Philippe Smet d'adopter un nom d'artiste, c'est tout naturellement et quasi par filiation qu'il opte pour Johnny pour le prénom et le nom de scène de ce père de substitution et de cœur, incarnation vivante pour lui du rêve américain.
Après un passage remarqué dans l'émission de radio Paris cocktail en décembre 1959, alors qu'il fréquente le Golf-Drouot (temple mythique du rock des années 1960), il signe son premier contrat avec la maison de disques Vogue quelques semaines plus tard et sort avec succès à l'age de 17 ans ses premiers disques de rock français T'aimer follement, Laisse les filles en 1960, avant que son disque suivant Souvenirs, souvenirs ne devienne le premier grand succès de sa longue carrière. Une erreur sur la pochette de son premier 45 tours, transforme Halliday en Hallyday, orthographe que Lee conseille à Johnny de conserver à titre de différence.
Lorsque Johnny Hallyday signe en juillet 1961 avec la firme Philips, Lee Halliday devient dans le même temps, officiellement (sous contrat avec la maison de disques), son agent, réalisateur et directeur artistique et comme son désormais célèbre cousin, il remplace le i de son nom par un second y, devenant ainsi Lee Hallyday.
C'est ainsi orthographié que son nom apparait sur les disques, où, jusqu'en 1975, il réalise la quasi-totalité des albums du chanteur (soit quinze des dix-huit albums studios et les six albums live parus [chez Philips] entre 1961 et 1975). Son nom apparaît pour la dernière fois sur un disque de Johnny, en 1979, en tant que coordinateur artistique pour Phonogram sur l'album enregistré en public Pavillon de Paris : Porte de Pantin,.
En octobre 1962, Lee Hallyday apparaît au recto de la pochette du 8e super 45 tours Philips de Johnny, où en cinq photos il enseigne les pas principaux d'une nouvelle danse venue des États-Unis le Mashed potatoes,, que Johnny Hallyday s'apprête à lancer en France sur la scène de l'Olympia de Paris. Lee est sur scène au côté de Johnny durant cet Olympia, où pour la chanson La bagarre il participe (avec Jean Keller et Conrad Springle), à une rixe qui les oppose au chanteur, dans une chorégraphie qu'il a lui-même mise en scène. Deux ans plus tard, pour le troisième récital d'Hallyday sur cette même scène, c'est lui qui lance le tour de chant « à la manière de ces aboyeurs rythm'n'blues du théâtre Apollo de New York. » (l'introduction est reproduite dans son intégralité sur l'album enregistré en public).
Parallèlement à la carrière de Johnny Hallyday, Lee Hallyday en tant que producteur artistique lance également quelques groupes et chanteurs, dont Les Lionceaux, Herbert Léonard et produit des disques pour Nanette Workman, Lucky Blondo,, ou encore William Sheller.

### Vie privée et mort
Lee Halliday et Desta Mar ont deux enfants, une fille, Carol-Makéda Ketcham (née le 28 septembre 1960) ; le couple se marie un an après la naissance de leur fille. Leur fils, Michael Ketcham Halliday, nait le 30 décembre 1961,. Lee et Desta divorcent dans les années 1970,. Desta meurt le 21 juillet 2011, des suites de la Maladie à corps de Lewy.
Lee Hallyday épouse en secondes noces Béatrice Pluchard (1941-1991[Passage contradictoire]), fille d'un colonel de l'armée de l'air française[réf. nécessaire].
Lee Hallyday vit à Londres jusqu'à la mort de son épouse en 2018[Passage contradictoire]. Il part ensuite rejoindre sa fille Carol-Makéda Ketcham à Marseille, dans le quartier de la Plaine. Il meurt dans la cité phocéenne le 5 septembre 2023 à l’âge de 95 ans.

## Publications
- 1964 : Lee Hallyday raconte Johnny, Lee Hallyday, Paris, UGE (Union Générale d'Édition), (réédité en 2000).
- 2000 : Johnny Hallyday, l'enfance d'une star, Desta Halliday et Lee Halliday, Paris, Michel Lafon.